# Encrypted Media Extensions
Encrypted Media Extensions (EME）は、ウェブブラウザとデジタル著作権管理 (DRM) ソフトウェアの間のコミュニケーションチャンネルを提供するW3C仕様である。EMEはHTML5のMedia Source Extensionsに基づいた仕様で、これによってHTML5でMPEG-CENCによって保護されたMPEG-DASHのようなアダプティブ・ビットレート・ストリーミングが可能になる。EMEはYouTubeやNetflixといったサービスで利用されている。
EMEで使用される復号用モジュールはプロプライエタリであるためにオープンソースのブラウザに組み込んだ状態での配布が困難であり、大きな議論を巻き起こしたが、W3CはEMEをウェブ標準とした。

## 歴史
2013年4月、Chromebookを利用して、Netflixが初めてEMEによってHTML5ビデオを提供した企業となった。W3Cは2017年7月6日にEMEをウェブ標準とする意思を表明し、9月18日にそれを実施した。2017年現在、EMEはすべての主要なブラウザが実装している。

## 反響
EMEは、自由かつオープンなソフトウェアにプロプライエタリで非公開のコンポーネントを投入する必要があるために、激しい議論の的となった。Mozillaは他のブラウザがEMEをサポートしていく流れには逆らえず、2014年5月14日にFirefoxがEMEを実装することを表明した。MozillaはDRMがユーザーに過度の負担を強いることと、EMEがプロプライエタリで仕様が非公開であることを批判していた。Firefoxはオープンソースであるために直接EMEを実装することができず、Googleから提供されたWidevine Content Decryption Moduleをオープンソースのサンドボックス内にダウンロードするという形で実装した。Mozillaは、「当面の間はW3C EMEベースのDRMが定着するかもしれないが、いずれはウォーターマーキングのようなもっと優れたシステムが普及すると信じる」としている。
W3CがEMEをウェブ標準としたことに不満を持った電子フロンティア財団 (EFF) は、W3Cを脱退した。EFFは、W3CがEMEへの反対意見を無視したことを問題視していた。W3Cのティム・バーナーズ＝リーは、コンテンツの制作者が制作にかかった費用を回収するためにEMEを利用することに理解を示した。また、W3CのCEOであるJeff Jaffeは、DRMが認められなければ、コンテンツ所有者がインターネットでコンテンツを公開しなくなる可能性について言及していた。一方でEFFのコリイ・ドクトロウは、DRMがうまくいくと考えている技術者はいないとW3Cを批判した。